# Klement Alujević
Klement-Mile Alujević-Španjol (Split, 14. listopada 1920. – Split, 15. siječnja 1984.) bio je hrvatski veslač. Natjecao se u disciplini četverca bez kormilara na Olimpijskim igrama u Londonu 1948. godine gdje je ispao u repesažu. Godine 1934. u četvercu s kormilarom osvaja brončanu medalju na Europskom prvenstvu u veslanju u Luzernu, Švicarska.